# Elecciones estatales de Turingia de 2019
Las elecciones estatales de Turingia de 2019 fueron programadas para el 27 de octubre de 2019 y constituyeron las séptimas elecciones al Parlamento Regional Turingio desde la fundación del Estado Libre de Turingia tras la reunificación alemana en 1990. Alrededor de 1.73 millones de votantes inscritos, 75,000 de los cuales lo fueron por primera vez, pudieron votar en 44 distritos electorales para alrededor de 400 candidatos pertenecientes a distintas listas partidistas.

## Antecedentes

#### Elecciones y formación del gobierno
Las elecciones estatales previas en Turingia se celebraron en 2014. En esa ocasión, el gobierno resultante fue una coalición formada por Die Linke, el SPD y Los Verdes. Esta coalición se constituyó a pesar de que la CDU había obtenido el mayor número de votos, aunque sin alcanzar la mayoría absoluta ni una coalición viable.
Este pacto tripartito, conocido como coalición rojo-rojo-verde, fue el primero de su tipo a nivel estatal en Alemania. La propuesta generó un escándalo a nivel nacional, ya que implicaba la elección de un ministro-presidente de Die Linke, un partido que tiene sus raíces en el antiguo Partido Socialista Unificado de Alemania (SED), que gobernó la extinta RDA (República Democrática Alemana). A pesar de las críticas que generaron las negociaciones entre las formaciones, estas continuaron con el objetivo de poner fin a 24 años de gobiernos democristianos en el Estado.
Tras las negociaciones entre los líderes de las tres formaciones y su acuerdo para llevar a cabo la coalición, llegó el momento más delicado: conseguir el apoyo de la militancia del SPD, ya que mediante una consulta interna se decidiría si respaldar o no a Bodo Ramelow. Finalmente, las bases socialdemócratas aprobaron el acuerdo tripartito.
El 5 de diciembre de 2014, Bodo Ramelow (Die Linke) fue elegido por el Landtag como ministro-presidente de Turingia en segunda vuelta, con el apoyo de los diputados de Die Linke, SPD y Los Verdes, obteniendo la mayoría absoluta requerida (46 votos en una cámara de 91 escaños).
Los cinco años siguientes de gobierno estuvieron marcados por una mayoría muy débil en el parlamento regional, ya que los tres partidos alcanzaban la mayoría absoluta por un estrecho margen de tan solo un escaño frente a la CDU y la AfD. Por lo tanto, para aprobar cualquier tipo de ley o moción, era necesario que todos los miembros de la coalición votaran afirmativamente.

#### Crisis políticas
Die Linke se enfrentó a una crisis interna tras la elección de Ramelow como Ministro Presidente del estado, ya que este pertenecía a la facción moderada del partido, mientras que la facción más radical lo consideraba un líder "demasiado conservador", especialmente en temas como seguridad, cooperación con instituciones estatales y gestión presupuestaria.
La CDU entró en un proceso de renovación y redefinición estratégica, tras perder el gobierno luego de 24 años al frente del mismo. Además, sufrió la salida de varias de sus figuras políticas más destacadas, como la ministra presidenta Christine Lieberknecht. También surgieron discusiones internas respecto a las relaciones con la AfD, ya que, tras su entrada al parlamento, era vista como un posible socio de coalición por el ala más conservadora de la CDU.
El SPD se vio obligado a iniciar una etapa de reestructuración interna, ya que fue la formación más perjudicada en las elecciones, perdiendo seis escaños. Además, enfrentó fuertes críticas por el pacto con Die Linke para investir, por primera vez en la historia de la Alemania reunificada, a un Ministro Presidente proveniente de los herederos del partido comunista de la RDA (SED).
La AfD entró en un proceso de radicalización extrema y de centralización del poder en su líder, Björn Höcke, llevando a cabo una "purga" interna para expulsar a los miembros moderados del partido. Asimismo, inició una línea política marcadamente euroescéptica y antimigratoria, con una retórica no vista desde la Segunda Guerra Mundial.

## Partidos participantes
Los siguientes partidos participaron en la elección:

### Formaciones con representación parlamentaria
| Partido(s) | Partido(s) | Partido(s)                            | Ideología              | Posición        | Cabeza/s de lista  | Escaños en el Parlamento |
| ---------- | ---------- | ------------------------------------- | ---------------------- | --------------- | ------------------ | ------------------------ |
|            | CDU        | Unión Demócrata Cristiana de Alemania | Democracia cristiana   | Centroderecha   | Mike Mohring       | 34/91                    |
|            | Linke      | La Izquierda                          | Socialismo democrático | Izquierda       | Bodo Ramelow       | 28/91                    |
|            | SPD        | Partido Socialdemócrata de Alemania   | Socialdemocracia       | Centroizquierda | Wolfgang Tiefensee | 12/91                    |
|            | AfD        | Alternativa para Alemania             | Populismo de derecha   | Extrema derecha | Björn Höcke        | 11/91                    |
|            | Grüne      | Alianza 90/Los Verdes                 | Política verde         | Centroizquierda | Anja Siegesmund    | 6/91                     |

### Formaciones sin representación parlamentaria
| Candidatura | Candidatura | Cabeza de lista     | Ideología                    | Posición          |
| ----------- | --- | ------------------- | ---------------------------- | ----------------- |
|             | Partido Democrático Libre (FDP) | Thomas L. Kemmerich | Liberalismo                  | Centroderecha     |
|             | Partido Nacionaldemócrata de Alemania (NPD)                                                                                                  | Antje Vogt          | Neonazismo                   | Extrema derecha   |
|             | Votantes Libres (FW) | -                   | Localismo                    | Centroderecha     |
|             | Partido Acción por la Protección Animal (Tierschutz hier!)                                                                                   | Andi Biernatowski   | Derechos de los animales     | Centroizquierda   |
|             | Partido por el Trabajo, Estado de Derecho, Protección de los Animales, Fomento de las Elites e Iniciativas Democráticas de Base (Die PARTEI) | Eggs Gildo          | Sátira política              | Izquierda         |
|             | Partido Marxista-Leninista de Alemania (MLPD)                                                                                                | Tassilo Timm        | Marxismo-leninismo           | Extrema izquierda |
|             | Partido Comunista de Alemania (KPD) | Torsten Schöwitz    | Comunismo                    | Extrema izquierda |
|             | Democracia Directa! Turingia (DIE DIREKTE!)                                                                                                  | Christian Rombeck   | Democracia directa           | Centro            |
|             | Partido Pirata de Alemania (PIRATEN) | Bernd Schreiner     | Movimiento pirata            | Centroizquierda   |
|             | El Partido Azul (Blaue #TeamPetry Thüringen)                                                                                                 | Nicole Tantz-Anding | Conservadurismo nacionalista | Derecha           |
|             | Graue Panther (Graue Panther) | Uwe Held            |                              | Atrapalotodo      |
|             | Partido Ecológico-Democrático / Familia, Justicia, Medio Ambiente (ÖDP/Familie)                                                              | Martin Truckenbrodt | Conservadurismo verde        | Centroderecha     |
|             | Partido para la Investigación en Salud (Gesundheitsforschung)                                                                                | Kai Liebing         | Política científica          | Centro            |
|             | Alianza Renta Básica – El Partido de la Renta Básica (BGE)                                                                                   | Sebastian Schirmer  | Renta básica universal       | Centro            |

## Encuestas

### Partidos

Evolución de la estimación de voto.
Unión Demócrata Cristiana de Alemania
La Izquierda
Partido Socialdemócrata de Alemania
Alternativa para Alemania
Alianza 90/Los Verdes
Partido Nacionaldemócrata de Alemania
Partido Democrático Libre

| Encuestadora              | Fecha                 | Muestra | CDU                       | Linke       | SPD  | AfD  | Grünen | FDP | Otros | Diferencia |      |     |     |     |     |
| ------------------------- | --------------------- | ------- | ------------------------- | ----------- | ---- | ---- | ------ | --- | ----- | ---------- | ---- | --- | --- | --- | --- |
| Encuestadora              | Fecha                 | Muestra | Elecciones estatales 2019 | 27 Oct 2019 | –    | 21.7 | 31.0   | 8.2 | Otros | Diferencia | 23.4 | 5.2 | 5.0 | 5.4 | 7.6 |
| Forschungsgruppe Wahlen   | 23–24 Oct 2019        | 1,177   | 26                        | 28          | 9    | 21   | 7      | 5   | 4     | 2          |      |     |     |     |     |
| Civey                     | 25 Sep–23 Oct 2019    | 3,029   | 22.9                      | 30.2        | 8.2  | 23.2 | 7.4    | 5.0 | 3.1   | 7.0        |      |     |     |     |     |
| INSA                      | 14–21 Oct 2019        | 1,010   | 24                        | 28          | 9    | 24   | 8      | 5   | 2     | 4          |      |     |     |     |     |
| Infratest dimap           | 14–16 Oct 2019        | 1,001   | 24                        | 29          | 8    | 24   | 7      | 4   | 4     | 5          |      |     |     |     |     |
| Forschungsgruppe Wahlen   | 14–16 Oct 2019        | 1,004   | 26                        | 27          | 9    | 20   | 8      | 5   | 5     | 1          |      |     |     |     |     |
| Civey                     | 2–26 Sep 2019         | 3,035   | 24.2                      | 25.3        | 8.4  | 22.3 | 9.2    | 5.0 | 5.8   | 1.1        |      |     |     |     |     |
| INSA                      | 16–23 Sep 2019        | 1,010   | 23                        | 29          | 9    | 24   | 9      | 4   | 2     | 5          |      |     |     |     |     |
| Infratest dimap           | 10–14 Sep 2019        | 1,001   | 22                        | 28          | 7    | 25   | 8      | 5   | 5     | 3          |      |     |     |     |     |
| INSA                      | 12–19 Ago 2019        | 1,009   | 24                        | 26          | 9    | 21   | 11     | 4   | 5     | 2          |      |     |     |     |     |
| Infratest dimap           | 24–29 Jul 2019        | 1,001   | 21                        | 25          | 8    | 24   | 11     | 5   | 6     | 1          |      |     |     |     |     |
| INSA                      | 18–24 Jun 2019        | 1,005   | 26                        | 24          | 10   | 20   | 10     | 5   | 5     | 2          |      |     |     |     |     |
| Civey                     | 15 May–12 Jun 2019    | 2,981   | 26.5                      | 20.8        | 9.6  | 22.5 | 10.1   | 5.2 | 5.3   | 4.0        |      |     |     |     |     |
| Elecciones europeas 2019  | 26 May 2019           | –       | 24.7                      | 13.8        | 11.0 | 22.5 | 8.6    | 4.4 | 16.0  | 2.2        |      |     |     |     |     |
| INSA                      | 21–24 de mayo de 2019 | 1,029   | 26                        | 25          | 11   | 20   | 8      | 5   | 5     | 1          |      |     |     |     |     |
| INSA                      | 11–22 Abr 2019        | 1,001   | 27                        | 25          | 10   | 19   | 7      | 6   | 6     | 2          |      |     |     |     |     |
| Civey                     | 19 Mar–16 Abr 2019    | 1,320   | 28.6                      | 24.3        | 11.0 | 19.5 | 7.3    | 4.9 | 4.4   | 4.3        |      |     |     |     |     |
| INSA                      | 19–25 Mar 2019        | 1,008   | 27                        | 24          | 10   | 20   | 8      | 5   | 6     | 3          |      |     |     |     |     |
| Infratest dimap           | 19–23 Mar 2019        | 1,005   | 28                        | 24          | 11   | 20   | 8      | 5   | 4     | 4          |      |     |     |     |     |
| INSA                      | 22 Oct–17 Nov 2018    | 1,000   | 23                        | 22          | 12   | 22   | 12     | 6   | 3     | 1          |      |     |     |     |     |
| Infratest dimap           | 20–25 Ago 2018        | 1,000   | 30                        | 22          | 10   | 23   | 6      | 5   | 4     | 7          |      |     |     |     |     |
| INSA                      | 29 May–1 Jun 2018     | 1,028   | 31                        | 26          | 10   | 18   | 6      | 5   | 4     | 5          |      |     |     |     |     |
| INSA                      | 9–19 Feb 2018         | 1,267   | 32                        | 24          | 10   | 18   | 7      | 5   | 4     | 8          |      |     |     |     |     |
| INSA                      | 9–13 Oct 2017         | 1,002   | 31                        | 20          | 13   | 20   | 4      | 7   | 5     | 11         |      |     |     |     |     |
| Elecciones federales 2017 | 24 Sep 2017           | –       | 28.8                      | 16.9        | 13.2 | 22.7 | 4.1    | 7.8 | 6.5   | 6.0        |      |     |     |     |     |
| INSA                      | 24–28 Jul 2017        | 1,007   | 37                        | 22          | 11   | 18   | 4      | 5   | 3     | 15         |      |     |     |     |     |
| Infratest dimap           | 12–17 Jun 2017        | 1,000   | 37                        | 27          | 10   | 13   | 5      | 4   | 4     | 10         |      |     |     |     |     |
| INSA                      | 5–11 Abr 2017         | 1,005   | 33                        | 22          | 15   | 19   | 5      | 4   | 2     | 11         |      |     |     |     |     |
| INSA                      | 15–25 Nov 2016        | 1,002   | 31                        | 23          | 13   | 20   | 6      | 4   | 3     | 8          |      |     |     |     |     |
| Infratest dimap           | 15–19 Nov 2016        | 1,000   | 32                        | 23          | 12   | 21   | 6      | 3   | 3     | 9          |      |     |     |     |     |
| INSA                      | 17–21 Jun 2016        | 1,001   | 31.5                      | 26          | 11.5 | 17.5 | 7      | 3.5 | 3     | 5.5        |      |     |     |     |     |
| Infratest dimap           | 10–15 Jun 2016        | 1,701   | 32                        | 25          | 11   | 19   | 7      | –   | 6     | 7          |      |     |     |     |     |
| INSA                      | 4–12 Abr 2016         | 1,000   | 31                        | 26.5        | 13   | 15   | 8.5    | 4   | 2     | 4.5        |      |     |     |     |     |
| INSA                      | 4–11 Jan 2016         | 1,002   | 33.5                      | 27          | 14.5 | 13.5 | 7      | –   | 4.5   | 6.5        |      |     |     |     |     |
| INSA                      | 7–12 Oct 2015         | 1,017   | 35.5                      | 24.5        | 15.5 | 12   | 6.5    | –   | 6     | 11         |      |     |     |     |     |
| Infratest dimap           | 9–14 Sep 2015         | 1,000   | 35                        | 27          | 13   | 9    | 7      | –   | 9     | 8          |      |     |     |     |     |
| INSA                      | 1–6 Jul 2015          | 1,006   | 38                        | 30          | 11   | 8    | 6      | 2   | 5     | 8          |      |     |     |     |     |
| Infratest dimap           | 28 May–1 Jun 2015     | 1,002   | 34                        | 27          | 14   | 8    | 7      | 2   | 8     | 7          |      |     |     |     |     |
| INSA                      | 23–27 Mar 2015        | 1,004   | 38                        | 28          | 11   | 7    | 7      | 3   | 6     | 10         |      |     |     |     |     |
| INSA                      | 26 Ene–2 Feb 2015     | 1,000   | 40                        | 29          | 11   | 10   | 6      | –   | 4     | 11         |      |     |     |     |     |
| Elecciones estatales 2014 | 14 Sep 2014           | –       | 33.5                      | 28.2        | 12.4 | 10.6 | 5.7    | 2.5 | 7.2   | 5.3        |      |     |     |     |     |

### Preferencia de Ministro-Presidente
| Encuestadora/Medio      | Fecha              | Ramelow Linke           | Mohring CDU | Tiefensee SPD | Bausewein SPD | Höcke AfD |   |   |
| ----------------------- | ------------------ | ----------------------- | ----------- | ------------- | ------------- | --------- | - | - |
| Encuestadora/Medio      | Fecha              | Forschungsgruppe Wahlen | 27 Oct 2019 | 53.0          | 32.0          | –         | – | – |
| 72.0                    | –                  | Forschungsgruppe Wahlen | 27 Oct 2019 | –             | –             | 14.0      |   |   |
| Infratest dimap         | 27 Oct 2019        | 52.0                    | 31.0        | –             | –             | –         |   |   |
| Forschungsgruppe Wahlen | 24 Oct 2019        | 50.0                    | 31.0        | –             | –             | –         |   |   |
| Forschungsgruppe Wahlen | 24 Oct 2019        | 76.0                    | –           | –             | –             | 8.0       |   |   |
| INSA                    | 22 Ago 2019        | 41.0                    | 15.0        | –             | –             | 8.0       |   |   |
| Infratest dimap         | 30 Jul 2019        | 52.0                    | 28.0        | –             | –             | –         |   |   |
| INSA                    | 27 Jun 2019        | 39.0                    | 18.0        | –             | –             | 9.0       |   |   |
| INSA                    | 30 de mayo de 2019 | 39.0                    | 13.0        | –             | –             | 7.0       |   |   |
| INSA                    | 25 Abr 2019        | 42.0                    | 15.0        | –             | –             | 8.0       |   |   |
| Infratest dimap         | 26 Mar 2019        | 52.0                    | 20.0        | –             | –             | 9.0       |   |   |
| Infratest dimap         | 28 Ago 2018        | 49.0                    | 29.0        | –             | –             | –         |   |   |
| INSA                    | 23 Feb 2018        | 50.0                    | 23.0        | 18.0          | –             | 9.0       |   |   |
| INSA                    | 23 Oct 2017        | 33.0                    | 24.0        | –             | 13.0          | 8.0       |   |   |

## Resultados

Mandatos directos obtenidos en los distritos

Die Linke siguió siendo el partido más grande. En particular, el FDP regresó a un parlamento estatal de la ex Alemania Oriental por primera vez desde 2009. 
La CDU sufrió su peor resultado en la historia del Estado, perdiendo más de 11 puntos porcentuales al obtener el 22,5% de los votos. Lo mismo ocurrió con el SPD, que obtuvo un 8,2%.
La colíder de los Verdes, Annalena Baerbock, dijo que estaba decepcionada por el desempeño de su partido y que estaba "devastada" por los enormes avances logrados por la AfD, que se convirtió con más del 23% de votos en la segunda fuerza política, duplicando su anterior resultado.
Los resultados preliminares también significaron que la coalición rojo-rojo-verde que gobernaba el estado anteriormente (entre La Izquierda, el SPD y los Verdes) no podría lograr una mayoría parlamentaria. La CDU descartó cooperar con La Izquierda, y todas las formaciones descartaron cualquier cooperación con AfD.  
|  | 25.8 % |

|  | 31.0 % |

|  | 22.0 % |

|  | 23.4 % |

|  | 27.2 % |

|  | 21.7 % |

|  | 10.8 % |

|  | 8.2 % |

|  | 6.5 % |

|  | 5.2 % |

|  | 5.4 % |

|  | 5.0 % |

|  | 1.1 % |

|  | 1.1 % |

|  | 0.5 % |

|  | 0.5 % |

|  | 0.5 % |

|  | 0.1 % |

|  | 0.4 % |

|  | 0.0 % |

|  | 0.4 % |

|  | 0.2 % |

|  | 0.3 % |

|  | 0.2 % |

|  | 0.2 % |

|  | 0.1 % |

|  | 0.1 % |

|  | 1.9 % |

|  | 98.0 % |

|  | 98.8 % |

|  | 2.0 % |

|  | 1.2 % |

|  | 100.00 % |

|  | 100.00 % |

|  | 64.9 % |

|  | 64.9 % |

## Formación de gobierno
Una carta abierta publicada el 5 de noviembre y firmada por 17 miembros estatales de CDU causó controversia. Aunque la  carta abierta sólo instaba a la CDU regional a mantener negociaciones con todos los partidos electos en el Parlamento antes de descartar alianzas, fue criticada por miembros de la CDU nacional y de otros Estados federados, que interpretaron esto como un llamado velado a trabajar con AfD. A principios de esa semana, el vicepresidente estatal de la CDU Michael Heym también sugirió explorar una coalición CDU-AfD-FDP.
El ministro-presidente Ramelow invitó al líder de la CDU, Mohring, a discutir formalmente durante la semana del 4 de noviembre, pero luego retiró la invitación el 9 de noviembre alegando que Mohring había violado la discreción al publicar mensajes de texto enviados entre ellos. Al mismo tiempo, el secretario general estatal de la CDU, Raymond Walk, reiteró el rechazo de su partido a cualquier asociación con La Izquierda.
Después del colapso de las negociaciones de coalición, Ramelow anunció su intención de continuar liderando un gobierno minoritario rojo-rojo-verde. En la apertura del parlamento el 5 de febrero de 2020, Ramelow se presentó a las elecciones, mientras que AfD nominó al alcalde local independiente Christoph Kindervater. El proceso de elección involucra dos votaciones secretas en las cuales un candidato requiere una mayoría absoluta (46 votos afirmativos) para ser elegido, después de lo cual una tercera y última votación requiere solo una pluralidad. El líder del FDP, Thomas Kemmerich, anunció que se presentaría en esta tercera votación, si fuera necesario. Después de dos votaciones en las que Ramelow recibió 43 y 44 votos a favor, respectivamente, Kemmerich ingresó en la tercera y recibió el apoyo de CDU, FDP y AfD, obteniendo con 45 votos la mayoría necesaria. Esto marcó la primera vez en que un Ministro-Presidente alemán fue elegido con el apoyo de la AfD.
Los partidos de izquierda, así como algunos personeros dentro del FDP nacional, criticaron duramente a la CDU por romper el cordón sanitario que se mantenía con AfD. Mohring declaró que su partido apoyaba a Kemmerich como candidato de compromiso centrista, reiteró que no trabajarían con AfD y pidió a Kemmerich que dejara en claro que AfD no sería invitado a ninguna coalición gobernante, aunque esto también dejaría a Kemmerich sin un bloque parlamentario viable con el cual gobernar. La Izquierda y los Verdes inmediatamente descartaron trabajar con Kemmerich y pidieron nuevas elecciones.
La líder nacional de la CDU, Annegret Kramp-Karrenbauer, también criticó a la CDU estatal por "[actuar] en contra de los deseos" del partido nacional, y planteó la posibilidad de nuevas elecciones como la forma "más limpia" de romper el punto muerto. En una declaración posterior en Twitter, pidió a los legisladores estatales de la CDU que se abstengan de participar en un gabinete de Kemmerich y pidió directamente nuevas elecciones.
El 6 de febrero de 2020 finalmente Kemmerich anunció que renunciaría y convocaría nuevas elecciones. Seguirá siendo primer ministro interino hasta nuevas elecciones. 
De acuerdo con la ley estatal, una moción para disolver el parlamento y convocar elecciones anticipadas requeriría de una mayoría de dos tercios (60 votos); Un voto de confianza en el Ministro-Presidente requeriría 46 votos para aprobar o dar como resultado una nueva elección de Ministro-Presidente en caso de fracaso.
A fines de febrero, la próxima elección del Ministro-Presidente fue programada para el 4 de marzo, y al mismo tiempo se acordó que los ciudadanos con derecho a voto elegirán un nuevo parlamento estatal en abril de 2021.
Luego de sucesivas negociaciones, se estableció que se apoyaría a Bodo Ramelow para Ministro-Presidente, y que él liderará un gobierno interino durante los próximos 13 meses hasta que se celebren las elecciones. Este gobierno comprenderá la misma alianza rojo-rojo-verde que gobernó Turingia desde 2014 hasta febrero de 2020, pero no buscará aprobar un presupuesto antes de las elecciones.
El 4 de marzo, se celebró una segunda votación y Ramelow fue elegido Ministro-Presidente en la tercera vuelta con una mayoría simple de 43 votos, luego de enfrentarse en las dos rondas anteriores al líder de la AfD Björn Höcke.